# Lubsza (gmina)
Lubsza (do 29 października 1975 gmina Pisarzowice) – gmina wiejska w województwie opolskim, w powiecie brzeskim. W latach 1975–1998 gmina położona była w ówczesnym województwie opolskim.
Siedziba gminy to Lubsza.
Według danych z 30 czerwca 2004 gminę zamieszkiwało 8587 osób. Natomiast według danych z 31 grudnia 2019 roku gminę zamieszkiwały 8984 osoby.
Gminę tworzy 31 miejscowości – 21 sołectw i 10 przysiółków. Gmina, pod względem obszaru, jest największą gminą w województwie.
Wójtem Gminy Lubsza w latach 2006–2010 był Wojciech Adam Jagiełłowicz, od grudnia 2010 r. funkcję tę pełni Bogusław Gąsiorowski.

## Struktura powierzchni
Według danych z roku 2002 gmina Lubsza ma obszar 212,71 km², w tym:
- użytki rolne: 47%
- użytki leśne: 46%

Gmina stanowi 24,27% powierzchni powiatu.

## Demografia

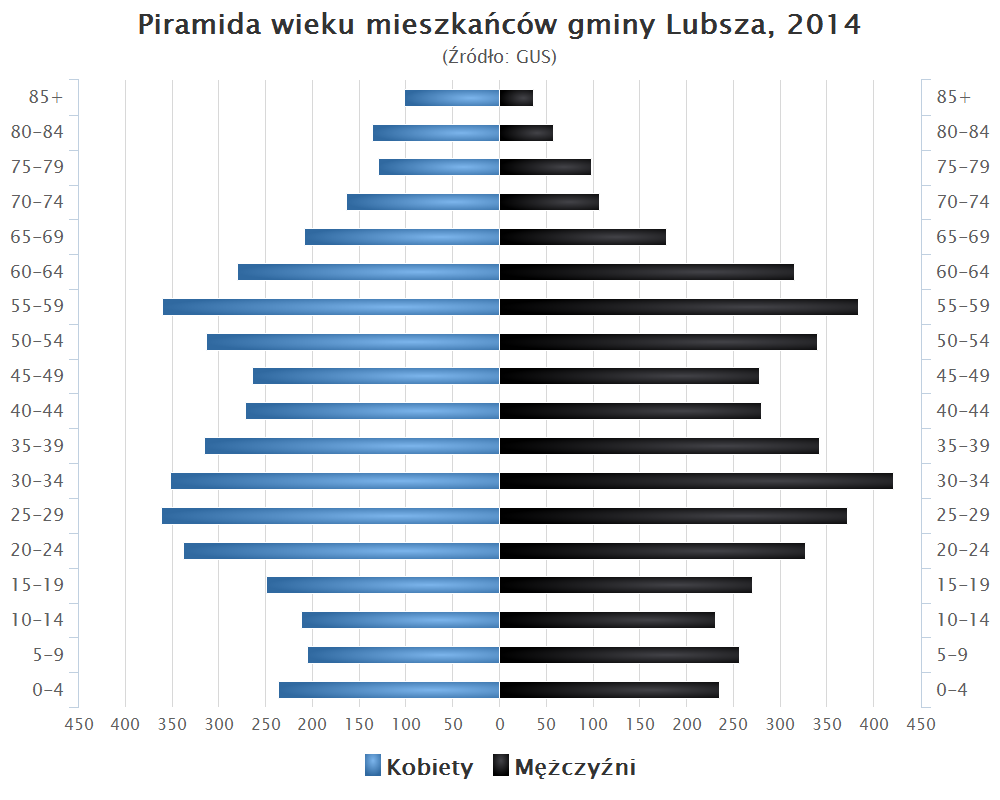
Piramida wieku mieszkańców gminy Lubsza w 2014 roku

Dane z 30 czerwca 2004:
| Opis                              | Ogółem | Ogółem | Kobiety | Kobiety | Mężczyźni | Mężczyźni |
| --------------------------------- | ------ | ------ | ------- | ------- | --------- | --------- |
| jednostka                         | osób   | %      | osób    | %       | osób      | %         |
| populacja                         | 8587   | 100    | 4335    | 50,5    | 4252      | 49,5      |
| gęstość zaludnienia (mieszk./km²) | 40,4   | 40,4   | 20,4    | 20,4    | 20        | 20        |

## Sołectwa
Błota, Borucice, Czepielowice, Dobrzyń, Garbów, Kościerzyce, Lubicz, Lubsza, Mąkoszyce, Michałowice, Myśliborzyce, Nowe Kolnie, Nowy Świat, Piastowice, Pisarzowice, Raciszów, Rogalice, Roszkowice, Szydłowice, Śmiechowice, Tarnowiec.

## Pozostałe miejscowości
Borek, Boruta, Kopalina, Książkowice, Lednica, Leśna Woda, Sielska Woda, Stawy, Zamcze, Złotówka

## Sąsiednie gminy
Brzeg, Jelcz-Laskowice, Namysłów, Oława, Popielów, Skarbimierz, Świerczów